# Mathilde Bonnefoy
Mathilde Bonnefoy (Paris, 11 de março de 1972) é uma montadora e realizadora francesa, que trabalha principalmente no cinema e televisão alemão.

## Biografia
Bonnefoy nasceu em 1972, na cidade de Paris, filha do poeta francês Yves Bonnefoy e da americana Lucy Vinces, tendo assim dupla cidadania (franco-americana).
No ano letivo 1990/91, estudou Filosofia na Sorbonne, porém abandonou os estudos para ir para Berlim. Em 1995, trabalhou como assistente-montador e em 1997 foi creditada como "assistente ávida" no filme alemão Das Leben ist eine Baustelle, realizado por Wolfgang Becker.

## Filmografia

### Montadora
- 1998 - Lola rennt
- 2000 - Der Krieger und die Kaiserin
- 2002 - Heaven
- 2002 - Ten Minutes Older: The Trumpet (segmento de Twelve Miles to Trona)
- 2003 - The Blues (documentário de TV, ep. 2)
- 2003 - The Soul of a Man (documentário)
- 2004 - Durch die Nacht mit...  (documentário de TV, 3 episódios)
- 2004 - True (curta-metragem)
- 2006 - Paris, je t'aime (segmento de "Faubourg Saint-Denis")
- 2006 - Anakonda im Netz (documentário de TV)
- 2006 - The Favor
- 2007 - Invisibles (documentário)
- 2008 - Solstice
- 2008 - Insensitive (curta-metragem)
- 2009 - The International
- 2010 - Orly
- 2010 - Drei
- 2011 - Que faire? (documentário de TV)

### Realizadora
- 2003 - Rammstein: Lichtspielhaus (documentário de vídeo)
- 2004 - Durch die Nacht mit...  (documentário de TV, 3 episódios)
- 2006 - Anakonda im Netz (documentário de TV)
- 2008 - Insensitive (curta-metragem)

## Prémios e nomeações
Principais prémios e nomeações:
Deutscher Filmpreis (Alemanha)
| Ano  | Categoria                                 | Filme      | Resultado |
| ---- | ----------------------------------------- | ---------- | --------- |
| 1999 | Execução individual proeminente: Montagem | Lola rennt | Venceu    |
| 2011 | Melhor montagem                           | Drei       | Venceu    |

Prémios do Cinema Europeu (Europa)
| Ano  | Categoria       | Filme | Resultado |
| ---- | --------------- | ----- | --------- |
| 2011 | Melhor montador | Drei  | Indicado  |